# Trocheta blanchardi
Trocheta blanchardi — вид п'явок з родини Erpobdellidae. Вид описаний на основі філогенетичного аналізу та переоцінки таких морфологічних ознак, як забарвлення, кільчастість, розмір і розташування горбочків та анатомія статевої системи.

## Етимологія
Вид названий на честь видатного французького зоолога Рафаеля Анатоля Еміля Бланшара, який вперше знайшов цих п'явок у Криму та виявив низку відмінностей від T. subviridis.

## Морфологічні ознаки
Тіло видовжене. Довжина — до 85 мм. Забарвлення коричневе чи сіре з рожевим відтінком. 

## Поширення
Ареал виду охоплює південне узбережжя Криму.